# Lotononis glabra
Lotononis glabra là một loài thực vật có hoa trong họ Đậu. Loài này được (Thunb.) D. Dietr. miêu tả khoa học đầu tiên năm 1847.